# Алвеста
Алвеста (на шведски: Alvesta) е град в лен Крунубери, южна Швеция. Главен административен център на едноименната община Алвеста. Разположен е на северния бряг на езерото Оснен. Намира се на около 340 km на юг от столицата Стокхолм. ЖП възел. Населението на града е 8017 жители според данни от преброяването през 2010 г.